# Čtyři knihy

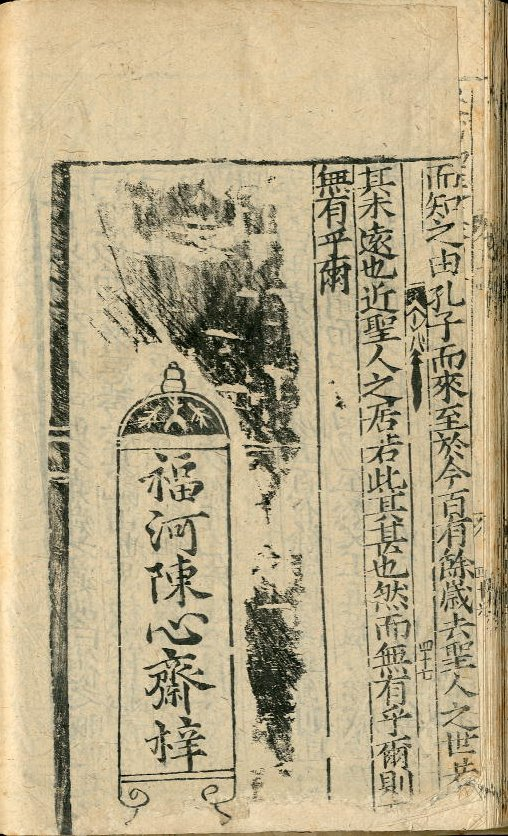
Čtyři knihy, vydání pravděpodobně z let 1580-1600, vlevo vyobrazená pajdza

Čtyři knihy (čínsky v českém přepisu S’-šu, pchin-jinem Sì shū, znaky 四書) je označení pro čtyři texty vybrané Ču Siem jako úvod do studia konfucianismu. Nelze je zaměňovat se čtyřmi klasickými romány čínské literatury.

## Historie
S pěti klasiky byly základem konfuciánského kánonu a v mingské a čchingské Číně jádrem výuky konfucianismu. Jejich dokonalá znalost byla podmínkou úspěchu u úřednických zkoušek.

## Seznam knih
- Konfuciovy Hovory (Lun-jü),
- Velké učení (Ta-süe), původně část Knihy obřadů (Li-ťi)
- Cesta středu (Čung-jung), rovněž původně část Knihy obřadů,
- Meng-c’ shrnující učení Konfuciova následovníka Mencia.